# سعاد (فلم)
سعاد (بالإنجليزية: Souad) فيلم دراما مصري للمخرجة آيتن أمين عام 2020  وهو إنتاج مصري تونسي ألماني مشترك، قامت المخرجة آيتن أمين بكتابته مع السيناريست محمود عزت في تعاونهم الثاني، تم تصوير الفيلم في مدن مختلفة خارج القاهرة، واعتمد على مجموعة ممثلات وممثلين غير محترفين من مختلف المحافظات المصرية. اختير الفيلم للعرض في مهرجان كان السينمائي 2020، حيث عُرض ضمن الاختيارات الرسمية لـمهرجان كان في دورة غير اعتيادية بسبب تفشي جائحة فيروس كورونا المستجد عالمياً، حيث أقيمت عروض الدورة 73 افتراضياً في قائمة موحدة تضم 56 فيلماً عوضاً عن توزيعها على أقسام المهرجان المعتادة. عرض الفيلم ضمن فعاليات مهرجان ترايبيكا السينمائي 2021  في المسابقة الدولية للفيلم الروائي الطويل في مدينة نيويورك من 9 إلى 20 يونيو 2021 وبحضور جمهور فعلي
فيلم «سعاد» هو ثاني تجربة روائية طويلة للمخرجة آيتن أمين بعد فيلم «فيلا 69»، الذي عرض لأول مرة عالميًا بمهرجان أبوظبي السينمائي، تدور أحداث الفيلم حول علاقة شقيقتين مراهقتين في إحدى مدن دلتا مصر، تعيش إحداهما حياة سرية في العالم الافتراضي، والفيلم من بطولة بسنت أحمد وبسملة الغيش.

## طاقم التمثيل
بسنت أحمد: في دور سعاد
بسملة الغايش: في دور رباب
حسين غانم: في دور أحمد
هاجر محمود: في دور وسام
سارة شديد: في دور أميرة
كارول عقاد: في دور يارا
منى النموري: في دور الأم
اسلام شلبي: في دور الأب
بالاشتراك مع: هبة إبراهيم - أفنان فهيد - مونيكا جورج - سامح نبيل - سمرة - رحمة - منة إيهاب - أحمد زيان - فتحي أمين - هبة يسري - مصطفى إيهاب - شريف مندور - مجدي عطوان - أحمد عثمان - حنان صادق.

## أحداث الفيلم
تبدأ الأحداث والشابة الجامعية التي ترتدي الحجاب سعاد (بسنت أحمد) تتحدث مع سيدة لا تعرفها في إحدى وسائل النقل، وتعرض للسيدة صورة شاب تدعي أنه خطيبها وهو ضابط في الجيش المصري ووحدته العسكرية في سيناء. المشهد الثاني وسعاد تتحدث إلى سيدة ثانية، جلست مكان السيدة الأولى، وتتحدث معها مدعية أنها تدرس الطب، وتقدم لزواجها جراح بمستشفى القصر العيني ولكن المشاكل الأسرية قد تجعلها تنهي هذه العلاقة، وتنصحها السيدة بصلاة الاستخارة.
تهبط سعاد من الحافلة لتذهب إلى مدرسة شقيقتها رباب (بسملة الغايش) التي أنهت اختبار المدرسة وأنتظرت سعاد طويلاً، وتعتذر سعاد عن تأخيرها ببعض الأكاذيب عن تعطل الحافلة في الطريق. تجلس سعاد مع صديقاتها وهي تستمر في الأكاذيب، وتدعوهم إحدى الصديقات للصلاة، وتعتذر سعاد بكلمات توحي أنها في دورتها الشهرية، وترقص صديقة أخرى وترمقها سعاد بنظرة كلها الغيرة، بينما تراسل صديقاً على موقع التواصل الاجتماعي. تقوم سعاد بتجربة بعض الملابس في إحدى المحال ولا تشتري.
تنظر سعاد لصديقة تدخن السيجارة وتعجب لما تفعله، وتخبرها الصديقة عن الشاب الذي طلبت منه أن يدعها تدخن لأول مرة، وكيف انه قبلها، وترد سعاد بأنها كانت تعتقد أن هذا الشاب معجب بها وليس بصديقتها، وتقدم سعاد لصديقتها صورة حبيبها أحمد (حسين غانم) الذي يعيش في الإسكندرية، وأنه جاء ليراها في جامعتها وأنتظرها لساعتين، ورفضت أن تقابله لأنها لا تحس بجدية العلاقة. تعود سعاد إلى بيتها وسط حقول منطقة ريفية وقذرة، وترسل رسالة صوتية إلى أحمد تعاتبه على تهربه منها، وفي المشهد التالي تتوضأ سعاد، وتقوم بأعمال البيت، وتشاهد أهل جارتها واستعدات أسرتها لزواجها، ودائماً تنظر لوجهها وتشاهد مقاطع ينشرها أحمد. تنصحها خالتها بالحجاب الكامل والملابس الشرعية. تتلقى اتصال من أحمد وتعاتبه على التوقف عن مكالمتها بعد أن أرسلت له صورتها، وتتحول المكالمة للغزل والإثارة الجنسية. تستمر سعاد في التقاط صور شخصية لوجهها بينما تبكي. تستمع لحوارات صديقاتها عن علاقاتهم العاطفية. تبدو سعاد حزينة وهي واقفة مع شقيقتها رباب تنظر من شرفة بيتهن، وتتركها رباب لدقائق وتعود ولا تجد سعاد، ونعرف في المشهد التالي أنها سقطت من أعلى. تموت سعاد وتقرر رباب السفر إلى الإسكندرية لرؤية أحمد بدعوى أنها تحمل رسالة له من سعاد سلمتها لها قبيل موتها. تتجول رباب مع أحمد في مناطق مختلفة في الإسكندرية وهو في حرج وخصوصاً عندما يتلقى مكالمة هاتفية من صديقته الجديدة «يارا»، وتهاجمه رباب لعلاقته بفتاة أخرى غير شقيقتها الراحلة. تستمر جولات رباب مع أحمد في شوارع الإسكندرية، وتصبح العلاقة بينهما أكثر مرونة، وتطلب منه أن يأخذ صورة لهما وينشرها على حسابه على موقع التواصل الاجتماعي. تعود رباب لتسأله عن حبه لشقيقتها سعاد، وتطلب منه قراءة الفاتحة لها، وتطلب منه أيضا أن يقبلها حيث أنه وعد سعاد بتقبيلها. تضطر رباب للمبيت مع أحمد في بيته الذي يعيش فيه منفرداً، وعلى موسيقى وغناء عبد الحليم حافظ لأغنيته «رسالة من تحت الماء» تقوم رباب بتقليد شقيقتها في مكالماتها مع أحمد وتجهش بالبكاء.
في صباح اليوم التالي يودع أحمد رباب التي تستقل الحافلة عائدة إلى بلدتها، بينما ترسل له أغنية كانت تنوي سعاد إرسالها له.

## إهداء الفيلم
في نهاية أحداث الفيلم يظهر على الشاشة إهداء إلى: محمد خان - عاطف الطيب - رأفت الميهي - خيري بشارة - داود عبد السيد.

## استقبال الفيلم
كتب بيتر برادشو في صحيفة الجارديان: «ثلاث حيوات، وثلاثة وجوه، وقصصهم مرتبطة ببعضها البعض بشكل عميق ومأساوي، وعلى الرغم من الطابع الفوري والحميمية الواضحة لوسائل التواصل الاجتماعي، فإن مصيرها أن تظل لغزًا لبعضها البعض»، ومنح الفيلم أربعة نجوم من أصل خمسة.
كتب جاي ويسبرغ في مجلة فرايتي: «الاتجاه المحافظ الديني يصطدم بشبكات التواصل الاجتماعي في الدراما المصرية... مع ممثلين غير معروفين يؤتي الفيلم ثماره، مما يضمن تدفق الحوار الذي يبدو غير مكتوب وحقيقيًا. بخلاف الكلمات، ينقل الممثلون الحياة الداخلية المعقدة، التي التقطتها كاميرا ماجد نادر التي تجعل المشاهد جزءًا من هذا العالم. مونتاج خالد معيط حساس بالمثل للتدفق العاطفي للفيلم».
كتب روب ألدم على موقع باكسيت مافيا: «سعاد هو فيلم نابض بالحياة وطبيعي عن مخاطر ومآزق حياة فتاة في مجتمع ديني تقليدي. إن استخدام طاقم من الممثلين غير المحترفين يمنح فيلم» آيتن أمين«جوًا إضافيًا من المصداقية وفي مشاكل» سعاد«، التي تشمل القلق والصراعات التي يواجهها جيل كامل من الفتيات حول العالم. سعاد هي صناعة أفلام جريئة وقوية من صوت جديد ومثير في السينما العربية».
كتب بات براون في مجلة سلانت: «تدور أحداث الفيلم داخل مجتمع مسلم محافظ في مصر، وتم تصويرها بأسلوب حقيقي يبدو أنه يتفاعل مع القصة بدلاً من إفساح المجال لها. .. تدور الأحداث أيضاً حول دور التكنولوجيا في الحياة الجنسية للمرأة، من وجهة نظر محددة جدًا للشابات في سن الرشد وسط التناقضات المتعددة التي تنتج عن حقن التقنيات الذكية ووسائل التواصل الاجتماعي في المجتمعات التقليدية»

## الجوائز والترشيحات
مهرجان تشيتشيستر السينمائي الدولي 2021: ترشح لجائزة الجمهور لمسابقة الأفلام المستقلة (آيتن أمين).
مهرجان إندي لشبونة الدولي للسينما المستقلة 2021: ترشح لجائزة سيلفستر لأفضل فيلم روائي طويل (آيتن أمين).
مهرجان مونبلييه السينمائي المتوسطي 2021: ترشح لجائزة أفضل فيلم أنتيجون دور (آيتن أمين).
موسترا دي فالينسيا سينما ديل ميديتيراني 2021: ترشح لجائزة النخلة الذهبية لأفضل فيلم (آيتن أمين).
مهرجان براغ السينمائي الدولي 2021: ترشح لجائزة أفضل فيلم فيبيوفست (الجائزة الكبرى) (آيتن أمين).
مهرجان تريبيكا السينمائي 2021: الفوز بجوائز أفضل ممثلة روائية دولية (بسنت أحمد - بسملة الغيش).

## وصلات خارجية
- سعاد (فيلم) على موقع السينما
- سعاد (فيلم) على موقع letterboxd
- سعاد (فيلم) على موقع IMDB
- سعاد (فيلم) على موقع tribecafilm
- سعاد (فيلم) على موقع allocine
- سعاد (فيلم) على موقع variety